# بیلی بنت
بیلی بنت (انگلیسی: Billie Bennett؛ ‏ ۲۳ اکتبر ۱۸۷۴ – ۱۹ مهٔ ۱۹۵۱) بازیگر اهل ایالات متحده آمریکا بود.

## فیلم‌شناسی
از فیلم‌هایی که وی در آن نقش داشته است، می‌توان به آشنایی اتفاقی چاقالو، عشق جریحه‌دارشده تیلی، رابین‌هود، یه جورایی عملیات نجات و کلاهبرداران دادگاه اشاره کرد.